# 葛西高清
葛西 高清（かさい たかきよ）は、鎌倉時代後期から南北朝時代前期の武将。葛西氏の当主。葛西 清高（かさい きよたか）とも呼ばれる。「仙台葛西系図」にみられる良清（よしきよ）と同一人物と考えられる。

## 生涯
当主・葛西貞清（清貞）の子として生まれた。執権・北条高時から「高」の偏諱を受けた。
元弘元年（1331年）9月、元弘の乱に際して、北条高時の命によって畿内へ派遣された討伐軍に「葛西三郎兵衛尉」の名があるが、諸根樟一はこれを高清に比定している。
貞治4年（1365年）4月17日、54歳で死亡したとされる。また、『龍源寺葛西氏過去帳』では同年4月7日に良清が死亡したと記されており、両者は同一人物と考えられる。

## 参考サイト
- 葛西氏（葛西高清）
- 葛西氏（葛西良清）